# Camussa

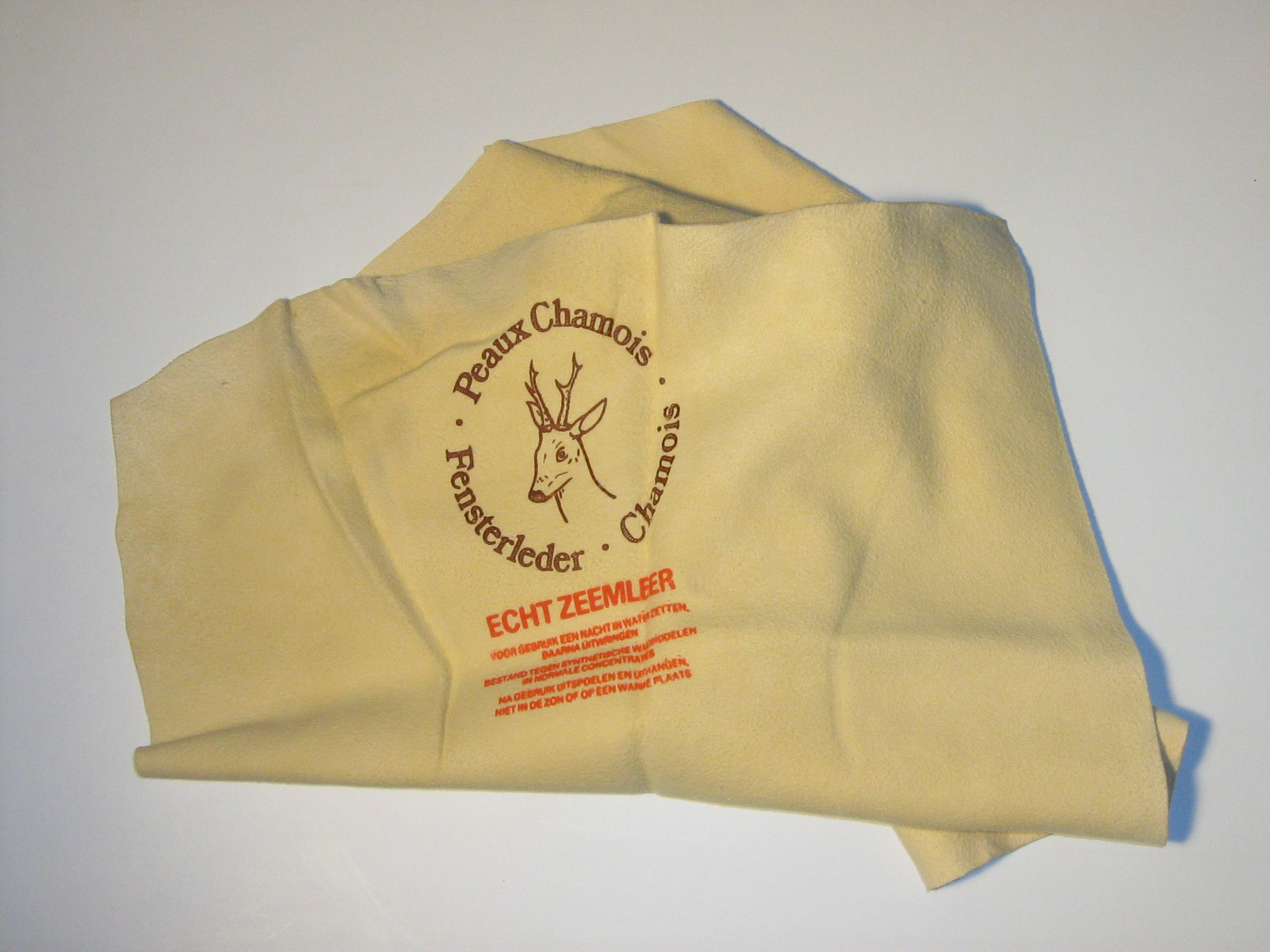
Tela de camussa

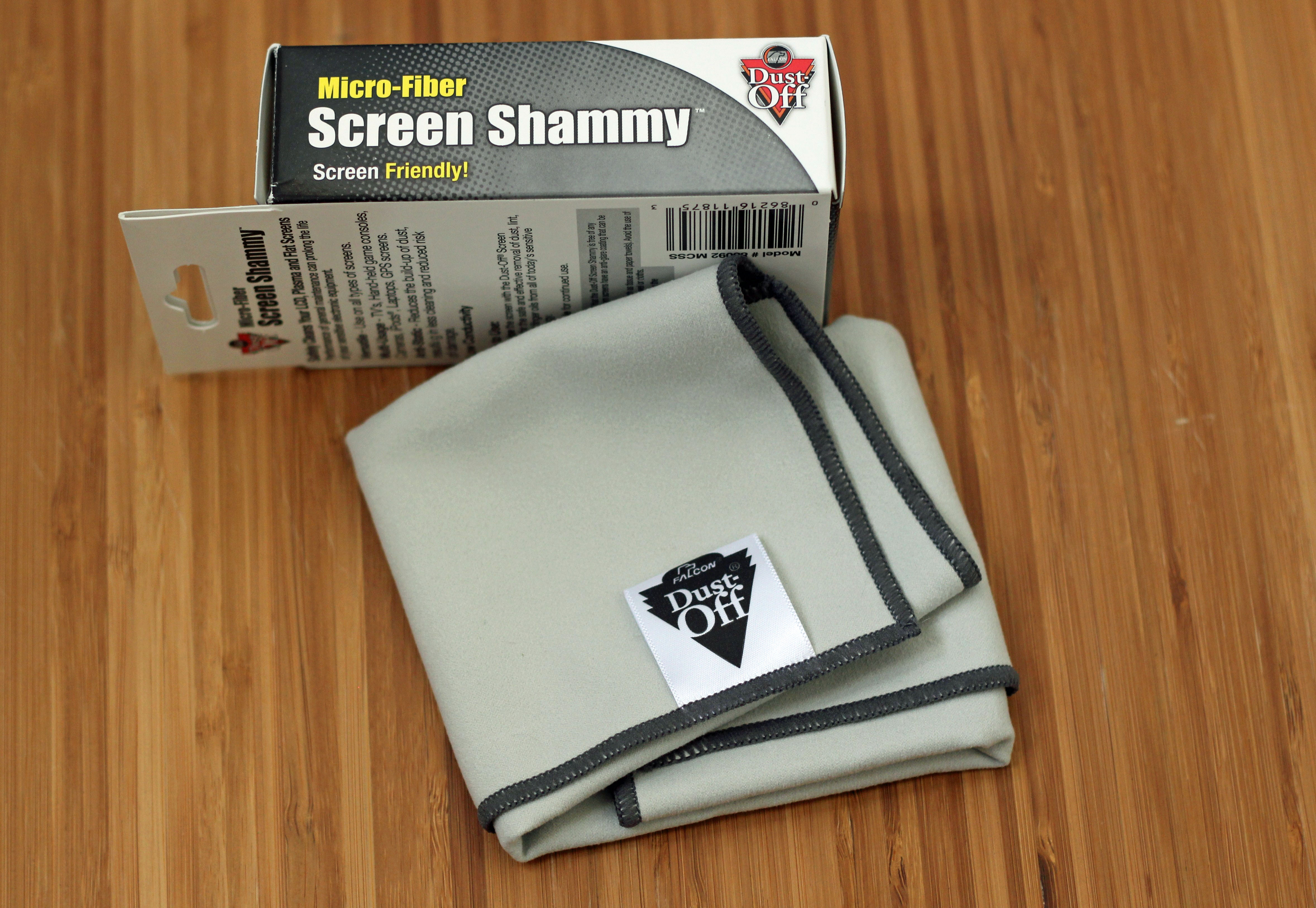
Tela "Shammy" de microfibra sintètica

La camussa  és un tipus de cuir porós, tradicionalment fet de la pell de l'isard ( Rupicapra rupicapra ), un tipus de cabra de muntanya europea, tot i que avui dia es fa gairebé exclusivament a partir d'una pell d'ovella.

## Regne Unit
L'estàndard britànic BS 6715: 1991 defineix la camussa
Cuiro fet a partir de pell d'ovella o pell de xai de la qual s'ha eliminat el gra (la part superior) per fricció i adobada per processos que impliquen l'oxidació d'olis marins a la pell.

## Estats Units
Als Estats Units, el terme camussa sense cap qualificació es limita a la carn dividida de la pell d'ovella o de xai adobada únicament amb olis (Norma Federal dels EUA CS99-1970).
La camussa és sovint falsificat amb pell de cabra o de porc, l'exercici de la qual és una professió particular denominada per l'isard francès.

## Història
El terme camussa, tal com s'utilitza per referir-se a la pell especialment preparada, es va originar abans de 1709, fent referència a la pell preparada de qualsevol animal semblant a una cabra, específicament l'antílop europeu —comunament anomenat "isard"— i utilitzat exclusivament. per la indústria de la fabricació de guants del sud-oest de França. Es va descobrir que quan s'adobava amb l'oli de bacallà local de la propera Biarritz, el resultat era un material d'absorció sense precedents. Aquest cuir va ser modelat en guants blancs suaus dissenyats per als lacayos de carruatge, que s'encarregaven de la cura i el poliment dels carruatges. Aquest ús de la indústria es va transferir més tard als xofers dels " carruatges sense cavalls " inventats a principis del 1900. La popularitat de la camussa va augmentar molt amb l'arribada dels parabrises d'automòbils produïts en massa, que s'havien de rentar amb freqüència per a finalitats de visibilitat, però que eren inconvenients i requerien molt de temps per assecar-se per mitjans alternatius.

## Propietats
La camussa genuïna gairebé no té propietats abrasives i es pot utilitzar com a material d'assecat molt absorbent per a qualsevol superfície d'automòbil. Això l'ha convertit en un producte popular per a la neteja i assecat de cotxes.
L'elasticitat dels porus de la pell, molt junts, permeten utilitzar-la en la microfiltració. La seva absorció d'aigua i la seva baixa fricció el fan bo per a altres usos, com ara pantalons curts de ciclisme (tot i que la majoria dels pantalons curts de ciclisme moderns ara utilitzen cuir sintètic "isard"). També s'utilitzava per purificar el mercuri, que es fa passant-lo pels porus de la pell.
Històricament, l'isard es va utilitzar com a filtre de gasolina. Quan es remulla amb gasolina neta, l'isard no permetrà que l'aigua passi per les seves fibres superficials. Aquesta propietat s'utilitza per filtrar el combustible que s'ha emmagatzemat en bidons propensos a l'entrada d'aigua, o de qualsevol altra font dubtosa. La tècnica consisteix a proporcionar un embut de boca gran amb una superfície de sortida àmplia que suporti una base de filferro teixit, o una placa metàl·lica amb una reixeta de forats. La part inferior de l'embut és cònic per adaptar-se al recipient o a l'obertura d'ompliment del dipòsit.
Una camussa de la mida adequada es remulla amb combustible net i es col·loca sobre la reixeta de l'embut i s'aixeca pels costats, formant un bol, per evitar qualsevol fuita més enllà de la pell. Aleshores, el combustible es pot bombejar a la part superior de l'embut mitjançant el dispensador de combustible i vigilar si hi ha signes d'acumulació d'aigua. El procés es pot aturar per aixecar el conjunt del dipòsit i eliminar l'aigua atrapada perquè la feina es pugui continuar. El camussa s'utilitza així com a filtre de combustible pels navegants,  detallistes d'automòbils i repostadors d'avions, particularment d'una època passada quan els avions eren volats a zones molt remotes.

## Ús
La camussa s'utilitza àmpliament per assecar i polir vehicles després del rentat.
Petits trossos de camussa (o "tela d'isard") s'utilitzen habitualment com a eines de barreja pels artistes que dibuixen amb carbó vegetal. La pell barreja el carbó de manera més suau i neta que els dits de l'artista, que poden deixar taques. La camussa també s'utilitza per alleugerir el dibuix (o parts d'ell) eliminant una mica de carbó d'una manera més subtil i matisada que la majoria de gomes d'esborrar. El carbó vegetal es pot rentar de la pell amb aigua i sabó.
La camussa s'utilitza al voltant dels visors de càmeres de cinema i vídeo professionals, ja que proporciona comoditat i absorbeix la suor dels operadors de càmera que passen molt de temps amb l'ull posat al visor.
Els bussejadors utilitzen tovalloles de camussa per assecar-se entre immersions, ja que es poden assecar ràpidament apretant-les o escorrent-les.